# Pradźapati Gautami
Pradźapati Gautami (VI wiek p.n.e.; trl. Prajāpatī Gautami, pali. महापजापति गौतमी Mahapajapati Gotami) – macocha Siakjamuniego Gautamy. Zasłynęła z tego, że doprowadziła do zgody Buddy, na przyjęcie pierwszej grupy kobiet do buddyjskiego stanu mnisiego.

## Życiorys
Mahapadźapati Gotami urodziła się w klanie Kolija (Koliya) w mieście Dewadaha w północno-wschodnich Indiach, u stóp Himalajów. Astrolog przepowiedział, że w przyszłości będzie przywódczynią wielu wyznawców, więc nadano jej imię Padźapati, czyli „przywódca wielkiego zgromadzenia”. Przepowiedziano jej także (tak jak i jej starszej siostrze Mayi), iż będzie matką wielkiego świeckiego lub religijnego władcy. 
Pajapati i jej siostra Maya zostały wydane za przywódcę klanu Siakjów – Suddhodanę. Maya, która pierwsza stała się brzemienna, zgodnie ze zwyczajem postanowiła urodzić dziecko w jej rodzinnym mieście Devadaha. Jednak urodziła go po drodze w ogrodzie Lumbini. Wieść o narodzinach dotarła do Kapilavatthu i Suddhodana wezwał jasnowidza, który oznajmił, że jeśli chłopiec pozostanie w domu, zostanie świeckim władcą, a jeśli opuści dom, będzie wielkim przywódcą religijnym - Buddą. Chłopcu nadano imię Siddhartha („ten, który osiąga cel”). 
Po siedmiu dniach Maya zmarła. Padźapati wzięła Siddharthę i wychowała go jak swoje własne dziecko. Urodziła także dwoje własnych dzieci: dziewczynkę Sundari-Nandę i chłopca Nandę.
Po wielu latach Siddhartha w wieku dwudziestu dziewięciu lat opuścił dom i udał się na swoje religijne poszukiwanie. Gdy wrócił do Kapilavatthu po sześciu latach, Padźapati była w wieku pięćdziesięciu kilku lub sześćdziesięciu kilku lat. Siddhartha został przyjęty bardzo chłodno. Klan Siakjów był znany z dumy i religijnego konserwatyzmu, więc był bardzo sceptyczny wobec nowych nauk Siddharthy. Jako właściwie jedyna Padźapati ciepło go powitała. Suddhodana także w końcu przywitał syna. Kiedy Budda wygłosił przed nimi swoje nauki byli bardzo głęboko poruszeni. 
Wkrótce pozycja Padźapati wzrosła, gdyż niezależnie od szacunku jakim darzono żonę przywódcy klanu, przyjęła nauki Buddy oraz słuchała ich i je praktykowała, co było wówczas bardzo rzadkie w stosunku do kobiet. 
Wkrótce całe grupy kobiet zaczęły się do niej zgłaszać prosząc o radę i ukierunkowanie w praktyce. Wkrótce także została pozbawiona męskiego wsparcia, gdyż zarówno jej syn Nanda jak i Rahula (syn Buddy i Jasodhary) zostali mnichami, a Suddhodhana zmarł. To postawiło ją w jednym rzędzie z większością kobiet, które przychodziły do niej. Wkrótce była otoczona przez wdowy, żony, kochanki, tancerki oraz kobiety z dawnego haremu Siddharthy. 
Tekst Cullavagga opisuje, co stało się dalej.
Gdy Budda przebywał w klasztorze Banyan Padźapati podeszła do niego i powiedziała: „byłoby dobrze, panie, gdyby kobiety mogły być dopuszczone do opuszczenia ich domów i wejścia do stanu bezdomności pod Dharmą i dyscypliną Tathagaty”. Jednak Budda nie wyraził zgody.
Po jakimś czasie powtórzyła swoją prośbę i Budda także odmówił. 
W jakiś czas potem Budda przebywał w Wesali. Pojawiła się tam także i Padźapati z ogoloną głową i w szafranowej szacie. Zobaczył ją płaczącą Ānanda i po wysłuchaniu jej, udał się do Buddy. Trzykrotnie prosił o spełnienie prośby Padźapati i innych kobiet i trzykrotnie Budda odmówił. 
Wreszcie za czwartym razem Budda uległ argumentacji Anandy i zgodził się założenie zakonu żeńskiego pod warunkiem, że Padźapati zaakceptuje Osiem Szczególnych Reguł. 
Zakon mniszek (trb. z sanskrytu: bhikszuni sangha) powstał pięć lat po osiągnięciu oświecenia przez Siakjamuniego. Jednak owe Szczególne Reguły utrudniły jego pełny rozwój, szczególnie przez uniemożliwienie rozwoju kobiet-nauczycielek. Prawdopodobnie już sam widok wielu kobiet, które pieszo przewędrowały sto pięćdziesiąt mil, aby spotkać Buddę, i z pewnością nie oczekiwały słowa „nie”, wpłynął na Buddę. Mimo tych krańcowo krzywdzących reguł Padźapati przyjęła je, gdyż głównym celem było założenie zakonu kobiet.
W jakiś czas potem Padźapati powróciła z kolejną prośbą. Poprosiła o anulowanie przynajmniej pierwszej reguły i wprowadzenie przepisu starszeństwa. Jednak Budda nie wyraził na to zgody.
O dalszym życiu Padźapati wiadomo, iż po ordynacji osiągnęła oświecenie. Jak napisała: „osiągnęłam stan, w którym wszystko się zatrzymało”. Jest to stan nirodha – wygaśniecie zmysłów, odczuć i świadomości. To osiągnięcie jest synonimiczne z nirwaną, najwyższym osiągnięciem.
Gdy osiągnęła 105 rok życia i czuła zbliżającą się śmierć Padźapati zażyczyła sobie, aby odwiedził ją Budda. Było to wbrew zakazowi odwiedzin chorej mniszki przez mnicha. Jednak Budda spełnił jej życzenie i tym samym reguła została zmieniona. W momencie śmierci i podczas jej kremacji wydarzyła się wiele cudownych zdarzeń, równych tym, z momentu śmierci Buddy. 
Padźapati była niebywale szanowana i w późniejszych tekstach nazywana jest Buddhi Gotami, analogicznie do męskiego Budda Gotama.
Jej najbardziej znane uczennice to Sundari-Nanda, Mitta i Vaddhesi.